# Saut à la perche masculin aux Jeux olympiques d'été de 2008
Navigation
Athènes 2004 Londres 2012
Le concours du saut à la perche masculin aux Jeux olympiques de 2008 a eu lieu le 20 août pour les qualifications et le 22 août 2008 pour la finale, dans le Stade national de Pékin.
Les limites de qualifications étaient de 5,70 m pour la limite A et de 5,55 m pour la limite B.

## Records
Avant cette compétition, les records dans cette discipline étaient les suivants :
| Record du monde  | 6,14 m | Sergueï Bubka | Ukraine    | 31 juillet 1994 | Sestrières |
| Record olympique | 5,95 m | Timothy Mack  | États-Unis | 27 août 2004    | Athènes    |

## Médaillés
| Or            | Argent             | Bronze      |
| Steven Hooker | Evgeniy Lukyanenko | Derek Miles |

## Résultats

### Finale (22 août)
| Rang               | Pays        | Athlète               | Marque | 5,45 m | 5,60 m | 5,70 m | 5,75 m | 5,80 m | 5,85 m | 5,90 m | 5,96 m | Record |
| ------------------ | ----------- | --------------------- | ------ | ------ | ------ | ------ | ------ | ------ | ------ | ------ | ------ | ------ |
| Médaille d'or      | Australie   | Steven Hooker         | 5,96 m |        | o      |        |        | xxo    | xxo    | xxo    | xxo    | OR     |
| Médaille d'argent  | Russie      | Evgeniy Lukyanenko    | 5,85 m |        | xxo    | o      |        | o      | xxo    | xxx    |        |        |
| Médaille de bronze | États-Unis  | Derek Miles           | 5,70 m | o      | xxo    | xo     |        | xxx    |        |        |        |        |
| 4                  | Russie      | Dmitriy Starodubtsev  | 5,70 m | xxo    | xxo    | xo     |        | xxx    |        |        |        |        |
| 5                  | Allemagne   | Danny Ecker           | 5,70 m | xo     |        | xxo    | xxx    |        |        |        |        |        |
| 6                  | France      | Jérôme Clavier        | 5,60 m | xo     | o      | xxx    |        |        |        |        |        |        |
| 7                  | Allemagne   | Raphael Holzdeppe     | 5,60 m | o      | xo     | xxx    |        |        |        |        |        |        |
| 8                  | Russie      | Igor Pavlov           | 5,60 m |        | xxo    |        | xxx    |        |        |        |        |        |
| 9                  | Tchéquie    | Jan Kudlička          | 5,45 m | o      | xxx    |        |        |        |        |        |        |        |
| 10                 | Pologne     | Przemysław Czerwiński | 5,45 m | xo     | xxx    |        |        |        |        |        |        |        |
|                    | Italie      | Giuseppe Gibilisco    | NM     |        |        |        |        |        |        |        |        |        |
|                    | Ouzbékistan | Leonid Andreev        | NM     |        |        |        |        |        |        |        |        |        |
| DSQ                | Ukraine     | Denys Yurchenko       | 5,70 m | xxo    | xo     | o      |        |        |        |        |        |        |

Records et Performances
- AR : Record continental (area record)
- CR : Record des championnats (championship record)
- MR : Record du meeting (meet record)
- NR : Record national (national record)
- OR : Record olympique (olympic record)
- PR : Record paralympique (paralympic record)
- PB : Record personnel (personal best)
- SB : Meilleure performance personnelle de la saison (season's best)
- WL : Meilleure performance mondiale de l'année (world leader)
- WJR : Record du monde junior (world junior record)
- WR : Record du monde (world record)

Circonstances et Conditions
- DNF : N'a pas terminé (did not finish)
- DNS : N'a pas pris le départ (did not start)
- DQ : Disqualification (disqualification)
- NM : Aucun essai valable enregistré (No Mark)
- Q : Qualifié « directement » au prochain tour (ou à la prochaine compétition), lors d'une compétition majeure, grâce au classement ou à la réalisation des minima (automatic qualifier)
- q : Qualifié au prochain tour (ou à la prochaine compétition), lors d'une compétition majeure, grâce au repêchage ou à la réalisation de l'une des meilleures performances parmi celles des « non qualifiés directement » (grâce au meilleur temps ou à la meilleure distance par exemple) (secondary qualifier)

### Qualifications (20 août)
38 athlètes étaient inscrits à ce concours, deux groupes de qualifications ont été formés. La limite de qualifications est fixée à 5,75 m ou au minimum les 12 meilleurs sauteurs.
Du fait de problèmes techniques sur l'un des sautoirs, les commissaires des concours de qualifications ont décidé de qualifier les 13 athlètes qui ont passé 5,65m.
| Rang | Pays         | Athlète             | Hauteur       | Par hauteur | Par hauteur | Par hauteur | Par hauteur | Par hauteur | Par hauteur |
|      |              |                     |               | 5,15 m      | 5,30 m      | 5,45 m      | 5,55 m      | 5,65 m      |             |
| ---- | ------------ | ------------------- | ------------- | ----------- | ----------- | ----------- | ----------- | ----------- | ----------- |
| 1    | Russie       | Igor Pavlov         | 5,65 m        |             |             | o           |             | o           |             |
| 2    | France       | Jérôme Clavier      | 5,65 m        |             | o           |             | o           | xo          |             |
| 3    | Ukraine      | Denys Yurchenko     | 5,65 m        |             |             | o           |             | xo          |             |
| 4    | Ouzbékistan  | Leonid Andreev      | 5,65 m        |             | o           | o           | o           | xo          |             |
| 5    | Allemagne    | Raphael Holzdeppe   | 5,65 m        |             |             | o           | o           | xo          |             |
| 6    | Tchéquie     | Jan Kudlicka        | 5,65 m        | o           | o           |             | xo          | xo          |             |
| 7    | Russie       | Dmitry Starodubtsev | 5,65 m        |             | xo          |             | xxo         | xo          |             |
| 8    | Ukraine      | Maksym Mazuryk      | 5,55 m        |             |             | o           | xo          | xxx         |             |
| 9    | Australie    | Paul Burgess        | 5,55 m        |             |             | o           | xo          | xxx         |             |
| 10   | États-Unis   | Jeff Hartwig        | 5,55 m        |             |             | o           | xxo         | xxx         |             |
| 11   | Chine        | Liu Feiliang        | 5,55 m        |             | o           | o           | xxo         | xxx         |             |
| 12   | Suède        | Jesper Fritz        | 5,45 m        |             | xo          | o           | xxx         |             |             |
| 13   | Mexique      | Giovanni Lanaro     | 5,45 m        |             |             | xo          | xxx         |             |             |
| 14   | Slovénie     | Jurij Rovan         | 5,30 m        | xx          | o           | xxx         |             |             |             |
| 15   | Royaume-Uni  | Steven Lewis        | Pas de marque |             |             |             |             |             |             |
| 15   | Argentine    | Germán Chiaraviglio | Pas de marque |             |             |             |             |             |             |
| 15   | États-Unis   | Brad Walker         | Pas de marque |             |             |             |             |             |             |
| 15   | Corée du Sud | Kim Yoo-suk         | Pas de marque |             |             |             |             |             |             |
| 15   | Bulgarie     | Iliyan Efremov      | Pas de marque |             |             |             |             |             |             |

| Rang | Pays         | Athlète               | Hauteur       | Par hauteur | Par hauteur | Par hauteur | Par hauteur | Par hauteur | Par hauteur |
|      |              |                       |               | 5,15 m      | 5,30 m      | 5,45 m      | 5,55 m      | 5,65 m      |             |
| ---- | ------------ | --------------------- | ------------- | ----------- | ----------- | ----------- | ----------- | ----------- | ----------- |
| 1    | Russie       | Evgeniy Lukyanenko    | 5,65 m        |             |             |             | o           | o           |             |
| 2    | Pologne      | Przemyslaw Czerwinski | 5,65 m        |             |             | o           | xo          | xo          |             |
| 3    | États-Unis   | Derek Miles           | 5,65 m        |             |             | o           | xxo         | xo          |             |
| 4    | Allemagne    | Danny Ecker           | 5,65 m        |             |             | xxo         |             | xo          |             |
| 5    | Australie    | Steven Hooker         | 5,65 m        |             |             |             |             | xxo         |             |
| 6    | Italie       | Giuseppe Gibilisco    | 5,65 m        |             |             | xo          | o           | xxo         |             |
| 7    | Suède        | Alhaji Jeng           | 5,55 m        |             |             |             | o           | xxx         |             |
| 8    | France       | Romain Mesnil         | 5,55 m        |             |             |             | o           | xxx         |             |
| 9    | Allemagne    | Tim Lobinger          | 5,55 m        |             |             | o           | xo          | xxx         |             |
| 10   | Japon        | Daichi Sawano         | 5,55 m        |             |             | o           | xo          | xxx         |             |
| 11   | Ukraine      | Oleksandr Korchmid    | 5,45 m        |             |             | o           | xxx         |             |             |
| 12   | Finlande     | Mikko Latvala         | 5,45 m        |             |             | o           |             | xxx         |             |
| 13   | Brésil       | Fábio Gomes da Silva  | 5,45 m        |             |             | xo          | xxx         |             |             |
| 14   | Bulgarie     | Spas Bukhalov         | 5,45 m        |             |             | xo          |             | xxx         |             |
| 15   | Belgique     | Kevin Rans            | 5,45 m        |             | o           | xxo         | xxx         |             |             |
| 16   | Israël       | Aleksandr Averbukh    | 5,45 m        |             |             | xxo         |             | xxx         |             |
| 17   | Sainte-Lucie | Dominic Johnson       | 5,30 m        |             | o           | xxx         |             |             |             |
| 18   | Tchéquie     | Štepán Janacek        | 5,30 m        | o           | o           |             | xxx         |             |             |
| 19   | Cuba         | Lázaro Borges         | Pas de marque |             |             |             |             |             |             |